# Rudolf Svensson
Rudolf Svensson (Gudhem, Suecia, 27 de marzo de 1899-Estocolmo, 4 de diciembre de 1978) fue un deportista sueco especialista en lucha libre olímpica donde llegó a ser campeón olímpico en Ámsterdam 1928.

## Carrera deportiva
En los Juegos Olímpicos de 1924 celebrados en París ganó la medalla de plata en lucha libre olímpica estilo peso ligero-pesado, tras el estadounidense John Spellman (oro) y por delante del suizo Charles Courant (bronce). Cuatro años después, en las Olimpiadas de Ámsterdam 1928 ganó la medalla de oro en la categoría de peso pesado.